# Nephtys spiribranchis
Nephtys spiribranchis är en ringmaskart som beskrevs av Ehlers 1918. Nephtys spiribranchis ingår i släktet Nephtys och familjen Nephtyidae. Inga underarter finns listade i Catalogue of Life.